# Le Seigneur du magma
Le Seigneur du magma (Jose Chung's From Outer Space) est le 20e épisode de la saison 3 de la série télévisée X-Files. Dans cet épisode, un écrivain s'inspire pour son nouveau livre d'une enquête de Mulder et Scully à propos d'enlèvements par des extraterrestres où chaque témoin a sa propre version des faits.
Écrit par Darin Morgan, l'épisode utilise l'humour pour parodier le style habituel de la série et fait de nombreux clins d'œil et références culturelles. Il a été très bien accueilli par la critique.

## Résumé
Un couple d'adolescents du Comté de Klass (État de Washington), Harold Lamb et Chrissy Giorgio, sont enlevés par des Petits-Gris qui se trouvent eux-mêmes confrontés juste après à un extraterrestre géant d'une autre race. L'écrivain Jose Chung, désireux d'écrire un livre sur les récits d'enlèvement par les extraterrestres, demande à Scully, qui a enquêté sur cette affaire avec Mulder, de lui donner sa version des faits. Scully, une admiratrice des livres de Chung, s'exécute.
Les deux adolescents sont retrouvés, et Harold est accusé par la police locale du viol de Chrissy malgré ses protestations d'innocence. Mulder demande que la jeune fille soit soumise à l'hypnose, Chrissy donnant alors la même version des faits que Harold : un enlèvement par des extraterrestres. Mulder et Scully interrogent ensuite Roky Crikenson, un réparateur de câbles qui prétend avoir été témoin de l'enlèvement. Crikenson affirme avoir été menacé par des Men in Black et raconte aux deux agents que l’extraterrestre géant, le « Seigneur du magma », l'a amené dans le noyau interne pour lui confier une mission. Scully pense que ce ne sont que des affabulations mais Mulder demande que Chrissy soit à nouveau hypnotisée. Lors de cette deuxième séance d'hypnose, Chrissy affirme que ce sont en fait des militaires qui l'ont enlevée.
Blaine Faulkner, un passionné de science-fiction, découvre un cadavre de petit-gris. Dans la version qu'il raconte à Chung, Blaine décrit Mulder et Scully comme deux Men in Black qui le menacent de mort s'il révèle ce qu'il a vu. Scully pratique l'autopsie du corps et il s'avère que c'est en fait un pilote de l'US Air Force sous un costume d'extraterrestre. Le corps disparait mystérieusement mais Mulder obtient par la ruse le nom de son équipier, Jack Schaefer. Mulder trouve Schaefer errant nu dans la nuit et l'emmène dans un diner. Schaefer lui raconte qu'il pilotait des avions secrets conçus pour ressembler à des OVNI et qu'il a été enlevé, avec son copilote et les deux adolescents, par de vrais extraterrestres. Les supérieurs de Schaefer arrivent ensuite pour le récupérer. Cependant, la version que le gérant du diner a confié à Chung est très différente. Dans celle-ci, Mulder était seul et posait d’étranges questions au gérant.
Mulder trouve ensuite Scully dans un état de transe, induit par les Men in Black vus précédemment par Crikenson, puis est lui-même hypnotisé. Scully ne garde aucun souvenir de cet incident. Le lendemain, les deux agents se rendent sur les lieux d'un crash d'avion de l'US Air Force et y découvrent les corps de Schaefer et de son copilote. Le récit de Scully s'arrête ici. Plus tard, Mulder rend visite à Chung et lui demande de ne pas écrire son livre, car il porterait le discrédit sur les « Affaires non classées », mais Chung refuse. Il publie son livre et le conclut en donnant son ressenti sur la personnalité des principaux intervenants et ce qu'il est advenu d'eux.

## Distribution
- David Duchovny : Fox Mulder
- Gillian Anderson : Dana Scully
- Charles Nelson Reilly : Jose Chung
- William Lucking : Roky Crikenson
- Daniel Quinn : Jack Schaefer
- Jesse Ventura et Alex Trebek : les Men in Black
- Sarah Sawatsky : Chrissy Giorgio
- Jason Gaffne : Harold Lamb
- Larry Musser : l'inspecteur Manners
- Allan Zinyk : Blaine Faulkner

## Production
Le scénariste Darin Morgan s'inspire pour écrire l'épisode des recherches qu'il a menées sur l'hypnose, ainsi que d'un livre sur les OVNI, qui expose diverses théories sur le fait qu'ils ne sont pas pilotés par des extraterrestres et sur les tentatives de dissimulation du gouvernement. Morgan avait son idée de départ en tête avant même de devenir membre de l'équipe de scénaristes de la série. Le style narratif de l'épisode lui est inspiré par une séance de casting à laquelle il a assisté, où un acteur qui auditionnait ressemblait à Truman Capote. Il a alors l'idée d'un écrivain dans le style de Capote qui recueillerait des informations sur une enquête de Mulder et Scully. Il pense à Rip Taylor pour jouer le rôle de Jose Chung mais l'acteur n'est pas disponible ; le rôle échoit alors à Charles Nelson Reilly. Le producteur R. W. Goodwin affirme que le casting de Reilly a été le plus amusant de l'épisode. Morgan aurait également souhaité que Johnny Cash interprète l'un des deux hommes en noir.
L'équipe du tournage réagit très favorablement à l'épisode. Gillian Anderson le compte parmi les moments forts de la saison, ajoutant que c'est le type d'épisode qui permet de toujours s'amuser et de ne pas laisser la routine s'installer quand on travaille toujours sur la même série. Chris Carter explique que « cela a été une merveilleuse coïncidence, impliquant le timing, le talent et le succès de la série, qui a permis d'aller dans une direction que nous n'aurions jamais pu prendre si la série avait eu moins de succès ou si elle avait été plus récente. Darin [Morgan] a un talent comique vraiment original. Je ne connais personne [dans ce milieu] qui a une façon de s'exprimer semblable. Il est unique ». Tom Braidwood, qui officie comme assistant réalisateur sur l'épisode, met en avant la présence de Charles Nelson Reilly, qui a donné un coup de fouet à tout le monde, et sa façon de donner des surnoms à tout le monde sur le plateau. L'épisode est le dernier écrit par Darin Morgan avant son départ de la série car il supporte mal le rythme de production effréné de la série. Morgan reprend néanmoins le personnage de Jose Chung en 1997 dans l'épisode Le Jugement dernier (Jose Chung's Doomsday Defense) de la série Millennium.

## Accueil

### Audiences
Lors de sa première diffusion aux États-Unis, l'épisode réalise un score de 10,5 sur l'échelle de Nielsen, avec 19 % de parts de marché, et est regardé par 16,08 millions de téléspectateurs. L'épisode réalise le record d’audience de la série en France avec 4,5 millions de téléspectateurs.

### Accueil critique
L'épisode a reçu des critiques très positives. Pour le site IGN, qui le classe à la 5e place des meilleurs épisodes standalone de la série, c'est avec cet épisode, au centre duquel gravite Jose Chung, « l'un des personnages les plus géniaux » de X-Files, que la série a prouvé qu'elle « pouvait créer un pur chef-d'œuvre de comédie ». Rob Bricken, du site Topless Robot, le classe à la 3e place des épisodes les plus drôles de toute la série, évoquant une « histoire hilarante » dans laquelle il est difficile de dégager un meilleur moment tellement le choix est vaste. Le journal The Gazette le classe à la 2e place des meilleurs épisodes standalone de la série, saluant ses points de vue narratifs multiples et surtout la façon dont « il se moque de Mulder et Scully tout en nous en apprenant plus sur eux ».
Le site The A.V. Club le classe parmi les 20 meilleurs épisodes de la série, Todd VanDer Werff lui donnant la note de A+, et estimant que cet épisode, à la fois « palpitant, amusant, touchant et intellectuellement rigoureux », « en dit plus sur la condition humaine que n'importe quel autre épisode de la série ». Pour le magazine Entertainment Weekly, qui lui donne la note de A, la série, désormais mûre pour la parodie, « se moque brillamment d'elle-même » dans cet épisode.
En France, le site Allociné le classe parmi les 10 épisodes les plus originaux de la série, le qualifiant de « travail d'orfèvre, dont aucun détail n'a été laissé au hasard », et qui a « prouvé que les auteurs savaient prendre du recul sur leur travail, avec beaucoup d'auto-dérision ». Le site Le Monde des Avengers évoque « une histoire totalement folle, où s’entremêlent une vérité à tiroirs et les témoignages d’une série de divers cinglés magnifiques des plus réjouissants » dans « un feu d’artifice de scènes totalement hallucinées », et met en avant l'audace du scénario, qui se moque des codes de la série, ainsi que l'ensemble de la distribution, d'un niveau « exceptionnel ».
Parmi les rares critiques négatives, Robert Shearman et Lars Pearson lui donnent la note de 2/5 dans leur livre sur la série, affirmant que l'épisode est « très astucieux » et que certaines scènes comiques ainsi que sa conclusion sont très réussies, mais qu'il est également « prétentieux, ampoulé et désespérément complaisant » et que l’interprétation de Charles Nelson Reilly n'est pas assez convaincante.

### Distinctions
L'épisode a été nommé en 1996 pour le Primetime Emmy Award des meilleurs décors pour une série.